# Arlandria
"Arlandria"é o terceiro single do Foo Fighters retirado de seu álbum Wasting Light. Foi lançado para download em 5 de setembro de 2011. O nome é referência a cidade de Alexandria (Virgínia) onde Dave Grohl cresceu.

## Clipe
O Foo Fighters  lançou o clipe de "Arlandria" no mesmo dia do single. O vídeo usa imagens do show ao vivo da banda no iTunes Festival, que aconteceu em julho de 2011, na Inglaterra.

## Curiosidade
"Arlandria" já foi citada na canção "Headwires" que faz parte do álbum "There Is Nothing Left to Lose".

## Posições
| Parada (2011)                                  | Melhor posição |
| ---------------------------------------------- | -------------- |
| UK Singles Chart (The Official Charts Company) | 79             |
| UK Rock Chart (The Official Charts Company)    | 1              |